# Montferrier-sur-Lez
Montferrier-sur-Lez is een gemeente in het Franse departement Hérault (regio Occitanie). De plaats maakt deel uit van het arrondissement Montpellier. Montferrier-sur-Lez telde op 1 januari 2022 4.117 inwoners.

## Geografie
De oppervlakte van Montferrier-sur-Lez bedroeg op 1 januari 2022 7,7 vierkante kilometer; de bevolkingsdichtheid was toen 534,7 inwoners per km².

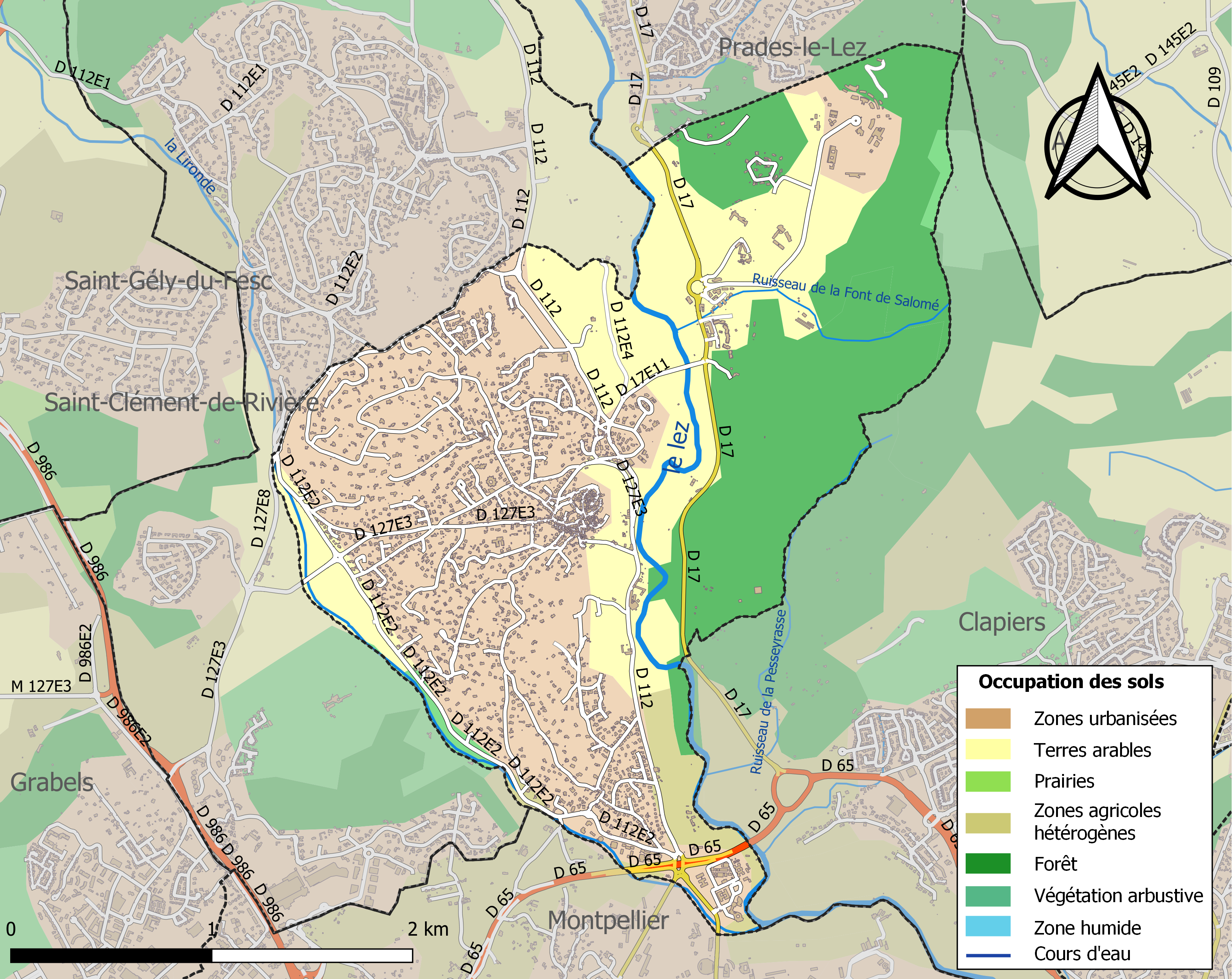
Kaart van de gemeente met belangrijkste infrastructuur, bodemgebruik en omliggende gemeenten

## Demografie
Onderstaande figuur toont het verloop van het inwonertal (bron: INSEE-tellingen).